# 小行星9741
小行星9741（英語：9741 Solokhin）是一颗围绕太阳公转的小行星。1987年10月22日，天文学家柳德米拉·瓦斯列娜·朱然勒娃在纳昂切尼奇发现了此天体。
这颗小行星的绝对星等为51.52597777914417等。